# 2020년 6월 죽음
다음은 2020년 6월에 사망한 저명한 인물 목록이다.
- 6월 2일
  - 대한민국의 프로레슬링선수 천규덕
  - 미국의 영화배우 메리 팻 글리슨
- 6월 4일 - 대한민국의 법조인 이재화
- 6월 8일
  - 대한민국의 정치인 심완구
  - 대한민국의 기초의회의원 서형열
  - 부룬디의 정치인 피에르 은쿠룬지자
- 6월 9일 - 대한민국의 기업인 양덕준
- 6월 10일 - 필리핀의 영화배우 애니타 린다
- 6월 13일 - 프랑스의 작가 장 라스파유
- 6월 14일
  - 대한민국의 정치인 이병옥
  - 인도의 영화배우 수샨트 싱 라즈풋
- 6월 17일
  - 대한민국의 정치인 홍사덕
  - 브라질의 지도자 파울리뉴 파이아캉
- 6월 18일
  - 영국의 가수 베라 린
  - 미국의 음악프로듀서 엘링턴 조던
- 6월 19일
  - 대한민국의 소설가 조해일
  - 영국의 영화배우 이언 홈
- 6월 21일
  - 이라크의 축구선수 아흐메드 라디
  - 칠레의 가톨릭 주교 베르나르디노 피녜라
- 6월 22일 - 미국의 영화감독 조엘 슈매커
- 6월 25일
  - 대한민국의 작가 양근승
  - 대한민국의 문학평론가 김종철
- 6월 26일
  - 대한민국의 트라이애슬론선수 최숙현
  - 미국의 영화배우 타린 파워
  - 미국의 디자이너 밀튼 글레이저
- 6월 27일
  - 세르비아의 축구감독 일리야 페트코비치
  - 아르헨티나의 영화배우 린다 크리스털
  - 미국의 기업인 잭 휘태커
- 6월 29일
  - 미국의 영화배우 칼 라이너
  - 에티오피아의 가수 하찰루 훈데사
- 6월 30일 - 영국의 바이올리니스트 이다 헨델